# Karel Breydel

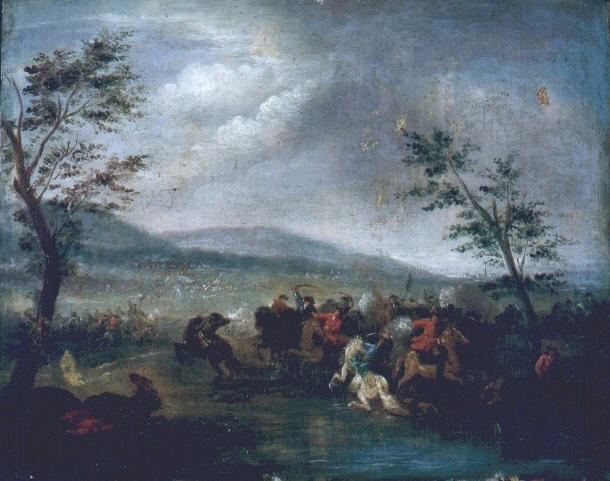
Batalla, inscripción al dorso: «Breydel f», óleo sobre tabla, 19 x 23 cm, Museo de Bellas Artes de Córdoba.

Karel Breydel, llamado le Chevaliere, (Amberes, 1678-1733) fue un pintor barroco flamenco especializado en la pintura de batallas, cargas de caballería y paisajes.
Bautizado en Amberes el 27 de marzo de 1678, tuvo como maestros a Pieter Rijsbraeck y Peter Ykens. Jean-Baptiste Descamps le dedicó una extensa y poco fiable biografía en el tomo IV de La vie des peintres flamands, allemands et hollandois, editado en París en 1763. Según Descamps, tras estudiar tres años con Rijsbraeck, decidió proseguir sus estudios en Italia. Dejó con tal motivo Amberes camino de Alemania, donde paró algún tiempo en Nuremberg y Fráncfort. Aquí tuvo noticia de que su hermano François trabajaba en la corte de Kassel, hacia donde se dirigió inmediatamente. Durante dos años los hermanos trabajaron juntos, con cierto éxito y numerosos encargos. 
Abandonado el proyecto italiano, en 1703 se encontraba en Ámsterdam donde por encargo del marchante Jacques de Vos copió las vistas del Rin de Jan Griffier. El mismo año debió de retornar a Amberes, donde se registró como maestro en el gremio y contrajo matrimonio con Anne Bullens, con quien tuvo cinco hijos. Aquí modificó su estilo por influencia de Jan Brueghel, de quien pudo copiar también alguna obra. Sin embargo, según Descamps, siempre inconstante, abandonó a su familia y sin acordarse más de ellos viajó a Bruselas, donde se le documenta en 1723, y a Gante, donde se encontraba en 1726. Falleció en Amberes el 12 de septiembre de 1733, aunque Descamps lo creía muerto en Gante y en 1744.
Más que por los paisajes, imitados de Brueghel y Griffier, Breydel fue estimado por sus cargas de caballería, pintadas con pincelada ligera y colores vivos en el vestuario de los abocetados soldados.